# Parksville (Kanada)
Parksville – miasto w Kanadzie, w prowincji Kolumbia Brytyjska.